# Filmografia lui George Lucas
Aceasta este  filmografia lui George Lucas, incluzând filmele la care el a contribuit în calitate de regizor, scenarist, producător de film și/sau actor.

## Filme

### Filme artistice
| An   | Film                                               | Creditat ca | Creditat ca | Creditat ca | Creditat ca | Rol                         | Note                                                   |
| An   | Film                                               | Regizor     | Scenarist   | Producător  | Actor       | Rol                         | Note                                                   |
| ---- | -------------------------------------------------- | ----------- | ----------- | ----------- | ----------- | --------------------------- | ------------------------------------------------------ |
| 1971 | THX 1138                                           | Da          | Da          |             |             |                             |                                                        |
| 1973 | American Graffiti                                  | Da          | Da          |             |             |                             |                                                        |
| 1977 | Star Wars Episode IV: A New Hope                   | Da          | Da          | Da          |             |                             |                                                        |
| 1979 | More American Graffiti                             |             |             | Da          |             |                             |                                                        |
| 1980 | Kagemusha                                          |             |             | Da          |             |                             |                                                        |
| 1980 | Star Wars Episode V: The Empire Strikes Back       |             | Da          | Da          |             |                             |                                                        |
| 1981 | Body Heat                                          |             |             | Da          |             |                             | Lucas este "oficial" uncreditat ca producător executiv |
| 1981 | Raiders of the Lost Ark                            |             | Da          | Da          |             |                             |                                                        |
| 1983 | Star Wars Episode VI: Return of the Jedi           |             | Da          | Da          |             |                             |                                                        |
| 1983 | Twice Upon a Time                                  |             |             | Da          |             |                             |                                                        |
| 1984 | Indiana Jones and the Temple of Doom               |             | Da          | Da          | Da          | Misionarul                  |                                                        |
| 1985 | Latino                                             |             |             | Da          |             |                             |                                                        |
| 1985 | Mishima: A Life in Four Chapters                   |             |             | Da          |             |                             |                                                        |
| 1986 | Howard the Duck                                    |             |             | Da          |             |                             |                                                        |
| 1986 | Labyrinth                                          |             |             | Da          |             |                             |                                                        |
| 1986 | Powaqqatsi                                         |             |             | Da          |             |                             |                                                        |
| 1988 | Willow                                             |             | Da          | Da          |             |                             |                                                        |
| 1988 | Tucker: The Man and His Dream                      |             |             | Da          |             |                             |                                                        |
| 1988 | The Land Before Time                               |             |             | Da          |             |                             |                                                        |
| 1989 | Indiana Jones and the Last Crusade                 |             | Da          | Da          |             |                             |                                                        |
| 1991 | Hook                                               |             |             |             | Da          | Man Kissing on Bridge       |                                                        |
| 1994 | Beverly Hills Cop III                              |             |             |             | Da          | Disappointed Man            |                                                        |
| 1994 | Radioland Murders                                  |             | Da          | Da          |             |                             |                                                        |
| 1999 | Star Wars Episode I: The Phantom Menace            | Da          | Da          | Da          |             |                             |                                                        |
| 2002 | Star Wars Episode II: Attack of the Clones         | Da          | Da          | Da          |             |                             |                                                        |
| 2005 | Star Wars Episode III: Revenge of the Sith         | Da          | Da          | Da          | Da          | Pantoran at the opera house |                                                        |
| 2008 | Indiana Jones and the Kingdom of the Crystal Skull |             | Da          | Da          |             |                             |                                                        |
| 2008 | Star Wars: The Clone Wars                          |             |             | Da          |             |                             |                                                        |
| 2012 | Red Tails                                          |             |             | Da          |             |                             |                                                        |
| 2015 | Strange Magic                                      |             | Da          | Da          |             |                             |                                                        |

### Filme scurte
Filme de scurtmetraj.
| An   | Film                               | Creditat ca | Creditat ca |
| An   | Film                               | Regizor     | Scenarist   |
| ---- | ---------------------------------- | ----------- | ----------- |
| 1965 | Look at Life                       | Da          | Da          |
| 1966 | Herbie                             | Da          | Da          |
| 1966 | Freiheit                           | Da          | Da          |
| 1966 | 1:42.08                            | Da          | Da          |
| 1967 | The Emperor                        | Da          | Da          |
| 1967 | Electronic Labyrinth: THX 1138 4EB | Da          | Da          |
| 1967 | Anyone Lived in a Pretty How Town  | Da          | Da          |
| 1967 | 6-18-67                            | Da          | Da          |
| 1968 | Filmmaker                          | Da          | Da          |
| 1971 | Bald: The Making of THX 1138       | Da          |             |

## Televiziune
| Nume                                                | An        | Producător executiv | Scenarist | Actor           | Creator                                                                          |
| --------------------------------------------------- | --------- | ------------------- | --------- | --------------- | -------------------------------------------------------------------------------- |
| Star Wars Holiday Special                           | 1978      | Da                  |           |                 | Da                                                                               |
| The Ewok Adventure                                  | 1984      | Da                  | Da        |                 | Da                                                                               |
| Star Wars Droids: The Adventures of R2-D2 and C-3PO | 1985-1986 | Da                  |           |                 | Da                                                                               |
| Ewoks                                               | 1985-1986 | Da                  |           |                 | Da                                                                               |
| Ewoks: The Battle for Endor                         | 1985      | Da                  | Da        |                 | Da                                                                               |
| The Young Indiana Jones Chronicles                  | 1992-1996 | Da                  | Da        |                 | Da                                                                               |
| Just Shoot Me                                       | 2003      |                     |           | Da (As himself) |                                                                                  |
| Star Wars: Clone Wars                               | 2003-2005 | Da                  |           |                 | Da                                                                               |
| The O.C.                                            | 2005      |                     |           | Da (As himself) |                                                                                  |
| Robot Chicken: Star Wars - "Star Wars Special"      | 2007      |                     |           | Da(As himself)  | Da (Created Star Wars; Robot Chicken created by Seth Green and Matthew Senreich) |
| Star Wars: The Clone Wars                           | 2008-2013 | Da                  | Da        |                 | Da                                                                               |
| Robot Chicken - "Star Wars Episode II"              | 2008      | Da                  |           |                 | Da (Created Star Wars; Robot Chicken created by Seth Green and Matthew Senreich) |
| Robot Chicken - "Star Wars Episode III"             | 2010      | Da                  |           |                 | Da (Created Star Wars; Robot Chicken created by Seth Green and Matthew Senreich) |
| Star Wars Rebels                                    | 2014      |                     |           |                 | Da                                                                               |
| Star Wars Detours                                   | TBA       | Da                  |           |                 | Da                                                                               |
| Untitled Star Wars live-action TV series            | TBA       |                     | Da        |                 | Da                                                                               |

## Altele
- The Rain People (1969)
- Captain EO (1986)
- Star Tours (1987)
- Star Wars: The Force Unleashed (2008)
- Star Tours: The Adventures Continue (2011)